# 236811 Natascharenate
236811 Natascharenate este un asteroid din centura principală de asteroizi.

## Descriere
236811 Natascharenate este un asteroid din centura principală de asteroizi. A fost descoperit pe 12 septembrie 2007 la Gaisberg de Richard Gierlinger. Asteroidul prezintă o orbită caracterizată de o semiaxă mare de 3,16 ua, o excentricitate de 0,05 și o înclinație de 7,8° în raport cu ecliptica.